# 異見十七ヶ条
異見十七ヶ条（いけんじゅうななかじょう）は、元亀3年（1572年）9月（一説には12月）に織田信長が室町幕府の将軍・足利義昭に対して出した十七ヶ条の意見書。翌年2月に義昭が反信長の立場を明らかにしたことに伴い、将軍と敵対することになった信長が自らの正当性を主張するために流布したと考えられている。

## 内容
『信長公記』や『尋憲記』にほぼ同内容で十七ヶ条の全文が挙げられている。ただし『尋憲記』は元亀4年2月22日条にこれを記録しているため、現在に伝わるものは前年9月に示されたものとは内容に差異がある可能性が指摘されている。
この送付の理由は、将軍である義昭と戦うには正義は信長にある事を、敵味方から世間に宣伝する必要があったとされている。第2条の御内書に関することや第5条の寺社領を幕臣に与えること、第10条の朝廷の改元に関することなどは、2年前の永禄13年（1570年）に両者の間で約された五ヶ条の条書の内容と顕著な関連を有し、信長は義昭が以前の約定を違えたことを強調している。それ以外の部分においても世間の風評を取り入れて世間一般から見ても義昭の非が認められることを主張しているものとみられる。また、『当代記』に武田信玄も異見十七ヶ条を見たとの記述があることから、義昭の落ち度を示すことで自身の正当性を主張しようとした信長によって広く流布されたものと考えられる。
この異見十七ヶ条において注目すべき点は、第1条で足利義輝の名を、第17条で足利義教の名をそれぞれ出しているところである。義輝は義昭の実兄、義教は僧侶から還俗して将軍に就いたという義昭と共通した経歴を持つ。信長は殺害された将軍の名を挙げて、義昭に脅しを加えている。